# Hagen Bähr
Hagen Bähr (* 1990 in Darmstadt) ist ein deutscher Theater-, Film- und Fernsehschauspieler.

## Leben
Hagen Bähr studierte nach seinem Abitur an der Bertolt-Brecht-Schule Darmstadt an der Schauspielschule Mainz. Während seines Studiums spielte er am Schauspiel Frankfurt und am Staatstheater Darmstadt. Nach seinem Studium ging er 2014 fest ans Meininger Staatstheater. Dort erhielt er 2016 den Ulrich-Burkhardt-Förderpreis als bester Nachwuchsdarsteller für seine Doppelhauptrolle in Kleists Prinz Friedrich von Homburg und Wolfgang Borcherts Draußen vor der Tür in der Regie von Ansgar Haag.
Von 2016 bis 2021 war er festes Ensemblemitglied am Staatstheater Kassel und erhielt im selben Jahr den Nachwuchspreis der Fördergesellschaft Staatstheater Kassel e.V. In Kassel stand er unter anderem als „Karl Moor“ in Die Räuber, „Sims“ in Die Netzwelt, „Tybalt“ in Romeo und Julia und als „Orest“ in Der Orestie auf der Bühne. Die Produktion Die Orestie, Regie: Johanna Wehner, wurde 2017 mit dem deutschen Theaterpreis der Faust für beste Regie ausgezeichnet. Darüber hinaus arbeitete er mit Regisseuren wie Markus Dietz, Johanna Wehner, Anna Bergmann, Günter Krämer, Peter Hailer, Robert Gerloff, Marco Štorman, Gustav Rueb, Maik Priebe und Herman Schein.
Seit 2021 ist er festes Ensemblemitglied am Staatstheater Oldenburg.
Hagen Bähr war in seiner Kindheit und frühen Jugend Torhüter beim SV Darmstadt 98 und durchlief mehrere Auswahlkadermannschaften des DFB.
Abseits der Bühne ist Hagen Bähr als Schauspieler für Film und Fernsehen tätig.
Er ist mit der österreichischen Schauspielerin Meret Engelhardt verheiratet und lebt in Norddeutschland.

## Rollen (Auswahl)
- "Baron von Burleigh", Maria Stuart, Regie: Kevin Barz, Oldenburgisches Staatstheater, 2021
- „Henry Wotton, Maicon McLaren“, Dorian Grey, hinter den Spiegeln (UA), Regie: Alexander Nerlich, Staatstheater Kassel, 2020
- „Merkl Franz“, Kasimir und Karoline, Regie: Janis Knorr, Staatstheater Kassel, 2020
- „Walter“, Der zerbrochene Krug, Regie: Markus Dietz, Staatstheater Kassel, 2020
- „Iason“, Medea, Regie: Johanna Wehner, Staatstheater Kassel, 2020
- „Biff Loman“, Tod eines Handlungsreisenden, Regie: Maik Priebe, Staatstheater Kassel, 2019
- „BKA - Beamter“, Der NSU Prozess. Die Protokolle, Regie: Janis Knorr, Staatstheater Kassel, 2019
- „Gorge Mastromas“, Die Opferung des Gorge Mastromas, Regie: Martin Schulze, Staatstheater Kassel, 2019
- „Neville“, Schöne Bescherungen, Regie: Markus Dietz, Staatstheater Kassel, 2018
- „Tybalt“, Romeo und Julia, Regie: Johanna Wehner, Staatstheater Kassel, 2018
- „James Tyrone“, Eines langen Tages Reise durch die Nacht, Regie: Markus Dietz, Staatstheater Kassel, 2018
- „Francois“, Unterwerfung, Regie: Gustav Rueb, Staatstheater Kassel, 2018
- „Albert“, Die Leiden des jungen Werthers, Regie: Janis Knorr, Staatstheater Kassel, 2017
- „Mrs. Cheveley“, Ein idealer Mann, Regie: Sarantos Zervoulakos, Staatstheater Kassel, 2017
- „Orest“, Die Orestie, Regie: Johanna Wehner, Staatstheater Kassel, 2016
- „Sims“, Die Netzwelt, Regie: Markus Dietz, Staatstheater Kassel, 2016
- „Mag Wildwood“, Frühstück bei Tiffany, Regie: Anna Bergmann, Staatstheater Kassel, 2016
- „Karl Moor“, Die Räuber, Regie: Philipp Rosendahl, Staatstheater Kassel, 2016
- „Ferdinand“, Kabale und Liebe, Regie: Markus Dietz, Staatstheater Kassel, 2016
- „Jascha“, Der Kirschgarten, Regie: Patric Seibert, Staatstheater Meiningen, 2015
- „Schüler Z“, Jugend ohne Gott, Regie: Martina Gredler, Staatstheater Meiningen, 2015
- „Aigisthos“, Elektra, Regie: Barbara Neureiter, Staatstheater Meiningen, 2015
- „Beckmann“, Draußen vor der Tür, Regie: Ansgar Haag, Staatstheater Meiningen, 2015
- „Prinz Friedrich von Homburg“, Prinz Friedrich von Homburg, Regie: Ansgar Haag, Staatstheater Meiningen, 2015
- „Claudio“, Viel Lärm um Nichts, Regie: Tobias Rott, Staatstheater Meiningen, 2014
- „Hippolyt“, Phädra, Regie: Lars Wernecke, Staatstheater Meiningen, 2014
- „Lord Rivers“, Richard III, Regie: Hermann Schein, Staatstheater Darmstadt, 2013
- „Chor“, Der Menschenfeind, Regie: Günter Krämer, Schauspiel Frankfurt, 2013
- „Chor“, Salome, Regie: Günter Krämer, Schauspiel Frankfurt, 2012

## Filmografie (Auswahl)
- 2022: Stralsund, "Die rote Linie", Regie: Martin Eigler
- 2020: Schuss in der Nacht – Die Ermordung Walter Lübckes (TV-Dokudrama, Regie: Raymond Ley)
- 2020: Check Check, "Der Imagefilm", Staffel 2, Folge 5 Regie: Till Franzen

## Auszeichnungen
- 2018 deutscher Theaterpreis der Faust, beste Regie für Johanna Wehners Inszenierung "Die Orestie" mit Hagen Bähr als Orest
- 2017 Nachwuchspreis Staatstheater Kassel[5]
- 2016 Ulrich-Burkhardt-Förderpreis